# Hệ thống nhận dạng thương hiệu

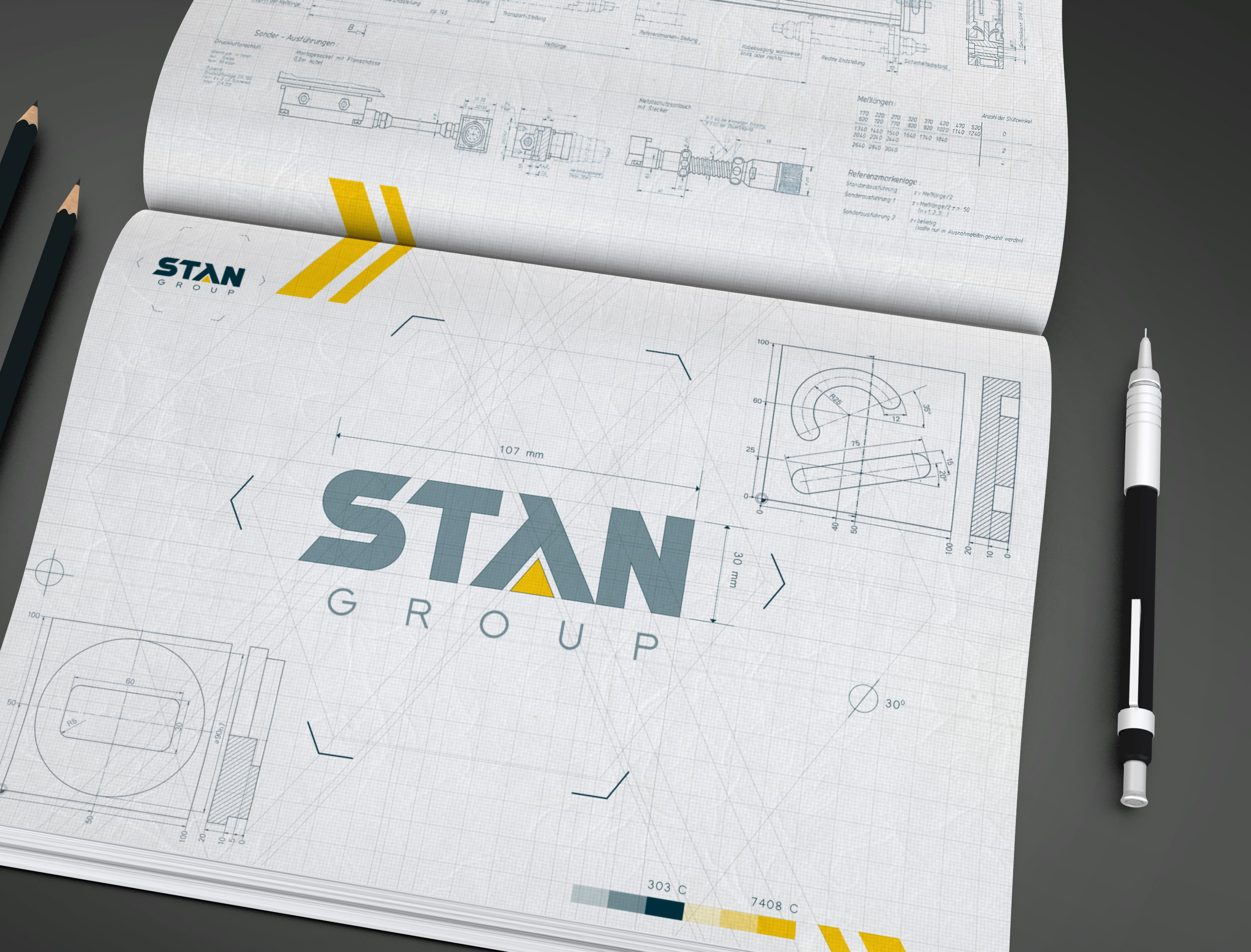
Corporate Brand Attributes example — Brand Signature: Brand Mark (trademark), Brand Logotype, Brandline (or Brand Slogan) and Supergraphic.

Hệ thống nhận dạng thương hiệu (tiếng Anh: Corporate identity program, CIP) là thuật ngữ bao hàm những yếu tố có thể trông thấy và gây liên tưởng đến thương hiệu.

## Nội dung
Nhận dạng thương hiệu là tất cả những gì có thể nhìn thấy và có thể tạo liên tưởng về thương hiệu mà doanh nghiệp muốn xây dựng và gìn giữ trong tâm trí của khách hàng mục tiêu. Nó phải được xây dựng trên cơ sở các thuộc tính của thương hiệu: Sản phẩm, tổ chức, nhân sự và biểu tượng cho thương hiệu... Vậy, hệ thống nhận dạng thương hiệu gồm tất cả các loại hình và cách thức mà thương hiệu có thể tiếp cận với khách hàng như: Thiết kế tín chương, khẩu hiệu, nhạc hiệu, cốc chén, bao bì, nhãn mác, bích chương, các mẫu quảng cáo, các vật phẩm hỗ trợ quảng cáo (bích chương, biên mục, hiệu kỳ, áo mũ... Ngoài ra còn có các phương tiện vận tải, bảng hiệu công ty, các loại ấn phẩm công sở, hệ thống phân phối, chuỗi các cửa hàng và các hình thức quảng cáo, sự kiện khác.
Hệ thống nhận dạng thương hiệu được hình thành từ sự kết hợp sáng tạo các yếu tố hình ảnh và ngôn ngữ. Trong quá trình sáng tạo, hình ảnh và ngôn từ còn phải toát lên nét đẹp thẩm mỹ hàm ẩn trong đó. Một hệ thống nhận diện thương hiệu mạnh phải có một ý tưởng cụ thể, khác biệt, dễ nhớ, đáng tin cậy, uyển chuyển, linh động và phải thể hiện được một bản sắc truyền tải giá trị cốt lõi thương hiệu của doanh nghiệp. Điều cần thiết để phát huy tính hiệu quả của một hệ thống nhận diện thương hiệu là tính đại chúng cao.
Doanh nghiệp mạnh đánh giá một thương hiệu mạnh. Tùy thuộc vào mức độ hoạt động của mỗi công ty và sản phẩm đến người tiêu dùng như thế nào để công ty đó đưa ra kế hoạch cụ thể để thiết kế ra những ấn phẩm thương hiệu riêng mang bản sắc của mình. Mục tiêu của hệ thống nhận dạng thương hiệu không chỉ là tạo sự nhận biết, sự khác biệt, thể hiện cá tính đặc thù doanh nghiệp mà còn nhắm đến việc tác động đến nhận thức, tạo cảm giác về quy mô của doanh nghiệp là lớn, tính chuyên nghiệp là cao của doanh nghiệp đối với khách hàng và công chúng.
Để quy trình xây dựng hệ thống nhận dạng thương hiệu hiệu quả, các mục tiêu phải được công bố thật rõ ràng và được duyệt trước khi bắt đầu bất kỳ công việc sáng tạo nào. Theo đó, đa số các hãng tiếp thị bắt đầu triển khai một tài liệu thường được gọi là "bản mô tả tiêu chí" mặc dù người ta có thể gọi tài liệu này bằng nhiều cái tên khác. Quy trình triển khai các bản mô tả tiêu chí có thể khác nhau, nhưng đối với hoạt động quảng cáo, tài liệu bán hàng, các sự kiện bán hàng hay các hình thức khác của tài liệu truyền thông mang tính chiến thuật, những yêu cầu chính của bản mô tả đều bắt nguồn từ kế hoạch tiếp thị của doanh nghiệp.
Tuy nhiên, khi lập hệ thống nhận dạng thương hiệu, chỉ bản kế hoạch tiếp thị là cần chuẩn bị. Bản mô tả tiêu chí có thể được mở rộng hơn nhiều và thường bao gồm kết quả từ những giai đoạn như nghiên cứu, chiến lược khác biệt hóa, cơ cấu quan hệ thương hiệu, và phẩm chất thương hiệu. Tất cả những giai đoạn này đều được hoàn tất trước khi các công tác sáng tạo bắt đầu.
Do hệ thống nhận dạng thương hiệu mang tính sách lược và dài hạn, nên thiết lập các tiêu chí như thế là yêu cầu hết sức quan trọng đối với quá trình sáng tạo hệ thống nhận dạng thương hiệu. Những yếu tố nhận diện như thương hiệu, tín chương, màu, kiểu chữ và mẫu định dạng thương hiệu một khi được tạo ra, chúng sẽ được sử dụng trong hàng chục năm. Hệ thống nhận diện thương hiệu chuyên nghiệp được đánh giá cao còn tùy thuộc vào chính sự cảm nhận của khách hàng, tính quảng bá của thương hiệu đó, sự khắc biệt biệt trong cốt lõi thương hiệu và tính quyết định về màu thương hiệu, với người tiêu dùng, với chính đối thủ cạnh tranh.

## Sách tham khảo
- Balmer, J.M.T., & Gray, E.R., (2000). Corporate identity and corporate communications: creating a competitive advantage. Industrial and Commercial Training, 32 (7), pp. 256–262.
- Balmer, John M. T. & Greyser, Stephen A. eds. (2003), Revealing the Corporation: Perspectives on identity, image, reputation, corporate branding, and corporate-level marketing, London, Routledge, ISBN 0-415-28421-X.
- Birkigt, K., & Stadler, M.M., (1986). Corporate identity. Grundlagen, Funktionen, Fallbeispiele. [Corporate identity. Foundation, functions, case descriptions]. Landsberg am Lech: Verlag Moderne Industrie.
- Bromley, D.B., (2001). Relationships between personal and corporate reputation, European Journal of Marketing, 35 (3/4), pp. 316–334.
- Brown, Jared & A. Miller, (1998). What Logos Do and How They Do It. pp.  6-7.
- Chouliaraki, Lilie & M. Morsing. (2010) Media, Organizations and Identity. pp.   95
- Dowling, G.R., (1993). Developing your company image into a corporate asset. Long Range Planning, 26 (2), pp. 101–109.
- Du Gay, P., (2000). Markets and meanings: re-imagining organizational life. In: M. Schultz, Dutton, J.E., Dukerich, J.M., & Harquail, C.V., (1994). Organizational images and member identification. Administrative Science Quarterly, 39 (2), pp. 239–263.
- M.J. Hatch, & M.H. Larsen, (Eds.). The expressive organisation: linking identity, reputation and the corporate brand (pp. 66–74). Oxford: Oxford University Press.
- Kiriakidou, O, & Millward, L.J., (2000). Corporate identity: external reality or internal fit?, Corporate Communications: An International Journal, 5 (1), pp. 49–58.
- Olins, W., (1989). Corporate identity: making business strategy visible through design. London: Thames & Hudson.
- Paksoy, HB (2001). IDENTITIES: How Governed, Who Pays?
- Rowden, Mark, (2000) The Art of Identity: Creating and Managing a successful corporate identity. Gower. ISBN 0-566-08318-3
- Rowden, Mark, (2004) Identity: Transforming Performance through Integrated Identity Management. Gower. ISBN 978-0-566-08618-2
- Schultz, M., Hatch, M.J., & Larsen, M., (2000). The expressive organisation: linking identity, reputation and the corporate brand. Oxford: Oxford University Press.
- Stuart, H, (1999). Towards a definitive model of the corporate identity management process, Corporate Communications: An International Journal, 4 (4), pp. 200–207.
- Van den Bosch, A.L.M., (2005). Corporate Visual Identity Management: current practices, impact and assessment. Doctoral dissertation, University of Twente, Enschede, The Netherlands.
- Van den Bosch, A.L.M., De Jong, M.D.T., & Elving, W.J.L., (2005). How corporate visual identity supports reputation. Corporate Communications: An International Journal, 10 (2), pp. 108–116.
- Van Riel, C.B.M., (1995). Principles of corporate communication. London: Prentice Hall.
- Veronica Napoles, Corporate identity design. New York, Wiley, 1988. With bibl., index. ISBN 0-471-28947-7
- Wheeler, Alina, Designing brand identity. A complete guide to creating, building, and maintaining strong brands, 2nd ed. New York, Wiley, 2006. With bibl., index. ISBN 0-471-74684-3
- Wally Olins, The new guide to identity. How to create and sustain change through managing identity. Aldershot, Gower, 1995. With bibl., index. ISBN 0-566-07750-7 (hbk.) or 0-566-07737-X (pbk.)